# بن جرج
بن جرج (انگلیسی: Ben George؛ زادهٔ ۱۴ نوامبر ۱۹۹۳) بازیکن فوتبال اهل بریتانیا است.
از باشگاه‌هایی که در آن بازی کرده‌است می‌توان به باشگاه فوتبال والسال اشاره کرد.